# Begonia areolata
Espèce
Synonymes
- Diploclinium areolatum (Miq.) Miq.[1]

Begonia areolata est une espèce de plantes de la famille des Begoniaceae.
L'espèce fait partie de la section Platycentrum.
Elle a été décrite en 1855 par Friedrich Anton Wilhelm Miquel (1811-1871).

## Répartition géographique
Cette espèce est originaire du pays suivant : Indonésie.